# Батрак
Батра́к, на́ймит — найманий робітник у сільському господарстві, зазвичай вживається щодо селян-наймитів у Російській імперії і СРСР до колективізації. Батраки часто працювали сезонно, походили з бідняків з дуже малим наділом, або безземельних.